# 1983 год в СССР

## Январь
- В начале 1983 года Андропов поручил Горбачёву и Рыжкову начать подготовку экономической реформы.
- 2 января — на Центральном телевидении СССР показана праздничная программа «Аттракцион» — премьера песни Аллы Пугачёвой «Миллион роз», ставшей едва ли не самой популярной песней всего Советского Союза.
- 26 января — В Женеве возобновляются американо-советские переговоры. Обсуждается предложение СССР о создании безъядерной зоны в Центральной Европе.

## Февраль
- 12 февраля — в Пензе открыт единственный в мире Музей одной картины.
- 14-19 февраля — общевойсковые учения СССР и стран Варшавского договора Дружба-83.
- 20 февраля — записан культовый рок-альбом СССР «Банановые острова».

## Март
- 23 марта — Запущен «Астрон», советский космический ультрафиолетовый телескоп[1].
- 29 марта — Катастрофа Let L-410 в Поти.

## Апрель
- 1 апреля — в СССР создан Антисионистский комитет советской общественности (АКСО).
- 19 апреля — Катастрофа Як-40 под Ленинаканом.
- 20-22 апреля — пилотируемый полёт советского космического корабля Союз Т-8.
- 22 апреля — сотрудник советского посольства Валерий Иванов выслан из Австралии за попытку вербовки членов австралийского правительства.
- 25 апреля — американская школьница Саманта Смит получила приглашение от советского лидера Юрия Андропова посетить СССР, после того как он прочёл её письмо, в котором она выражает опасения по поводу ядерной войны.

## Май
- 4 мая — Власти Ирана объявляют о запрете деятельности Народной партии Ирана Туде (коммунистической ориентации) и высылают из страны 18 советских дипломатов.
- 6 мая — Катастрофа Ан-26 под Ключами, 35 погибших.

## Июнь
- 5 июня — в городе Ульяновск теплоход «Александр Суворов» врезается в пролёт моста, по которому шёл товарный поезд. Этот пролёт не был предназначен для судоходства (не имел достаточной высоты для прохода под ним судов) и четвёртую палубу теплохода полностью снесло. Погибли не менее 176 человек.
- 13 июня — Пионер-10 стал первым искусственным объектом, покинувшим пределы солнечной системы.
- 14—15 июня — На июньском пленуме ЦК КПСС Ю. В. Андропов назвал основные направления новейшей научно-технической революции, продвижение по которым обеспечивает «технологический переворот во многих сферах производства». Безусловного внимания заслуживало положение, высказанное Андроповым на пленуме, о переходе «отечественной экономики к интенсивному развитию», к соединению «на деле преимуществ нашего социалистического строя с достижениями научно-технической революции». Из состава ЦК выведены Н. А. Щёлоков и С. Ф. Медунов.
- 16 июня — Андропов становится формальным главой государства — избирается Председателем Президиума Верховного Совета СССР.
- 17 июня — был принят «Закон о трудовых коллективах»
- 27 июня — запуск советского космического корабля Союз Т-9, вернулся на Землю 23 ноября 1983 года.

## Июль
- 1 июля — Запущен советский спутник «Прогноз-9»: начало эксперимента РЕЛИКТ-1 по изучению реликтового излучения.
- 7 июля — Саманта Смит прилетела в Советский Союз (см. 25 апреля).
- 14 июля — было принято постановление правительства «О дополнительных мерах по расширению прав производственных объединений (предприятий) промышленности в планировании и хозяйственной деятельности и по усилению их ответственности за результаты работы», положившее начало широкомасштабному экономическому эксперименту по расширению хозяйственной самостоятельности предприятий.
- 21 июля — Зарегистрирована самая низкая температура на Земле за всю историю метеорологических наблюдений. На советской антарктической станции «Восток» термометр на метеоплощадке показал −89,2 °C.

## Август
- 1 августа — Совет министров СССР принял постановление, которым была создана специальная Комиссия по руководству экономическим экспериментом[источник не указан 786 дней].
- 18 августа — увидело свет постановление ЦК КПСС и Совета министров СССР «О мерах по ускорению научно-технического прогресса в народном хозяйстве»
- 30 августа — Катастрофа Ту-134 под Алма-Атой.

## Сентябрь

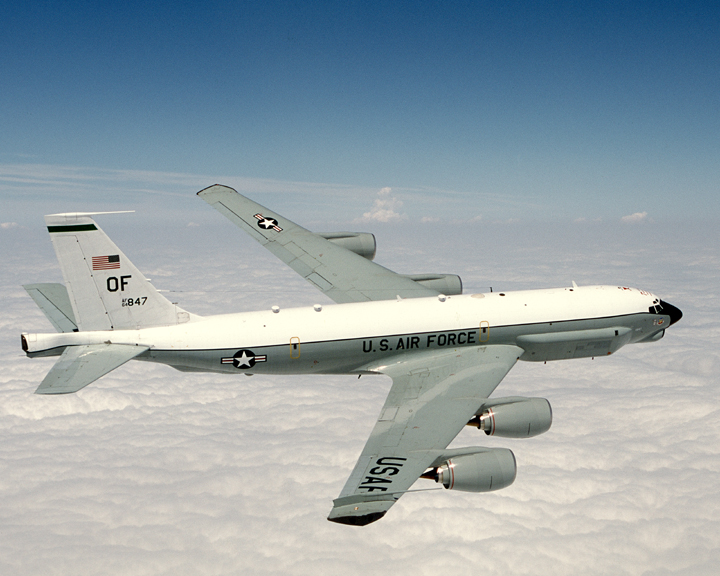
Boeing RC-135 ВВС США, за который ошибочно был принят Boeing 747

- 1 сентября — южнокорейский пассажирский самолёт сбит советским истребителем. Погибло 269 пассажиров и члены экипажа.
- 26 сентября
  - Авария на старте космического корабля Союз Т-10-1. Задействована система аварийного спасения, отстрелившая спускаемый аппарат. Экипаж не пострадал. Разрушена ракета-носитель.
  - Подполковник Станислав Петров предотвратил ядерную войну, когда из-за сбоя в системе предупреждения о ракетном нападении поступило ложное сообщение об атаке со стороны США.

## Октябрь
- 28 октября — совместное торжественное заседание ЦК Коммунистической партии Грузии и Верховного Совета Грузинской ССР, посвящённое 200-летию Георгиевского трактата.
- 31 октября — Смерть Рашидова

## Ноябрь
- 2 ноября — Начало крупномасштабных учений НАТО «Able Archer 83», которые чуть было не были приняты в СССР за начало ядерной войны. Это последняя ядерная паника времён холодной войны.
- 13 ноября — Отборочный турнир Чемпионата Европы по футболу: сборная СССР проиграла сборной Португалии в Лиссабоне (1:0) и не прошла на Евро-1984.
- 18 ноября — безуспешная попытка захвата самолёта в Грузинской ССР, несколько человек погибло и было ранено.
- 23 ноября
  - Приземление корабля Союз Т-9. Экипаж посадки — Ляхов В. А., Александров А. П.
  - После начала размещения американских ракет в Европе представители СССР покидают переговоры по ограничению вооружений, проходившие в Женеве (24 ноября Юрий Андропов объявляет об увеличении числа ракет, размещённых на советских подводных лодках, которые нацелены на США).

## Декабрь
- 24 декабря — Катастрофа Ан-24 в Лешуконском.
- 26—27 декабря — состоялся декабрьский пленум ЦК КПСС. В переданном участникам очередного Пленума ЦК КПСС тексте своего выступления Андропов смог назвать основные направления программы комплексного совершенствования всего механизма управления народным хозяйством.